# Lok Sabha

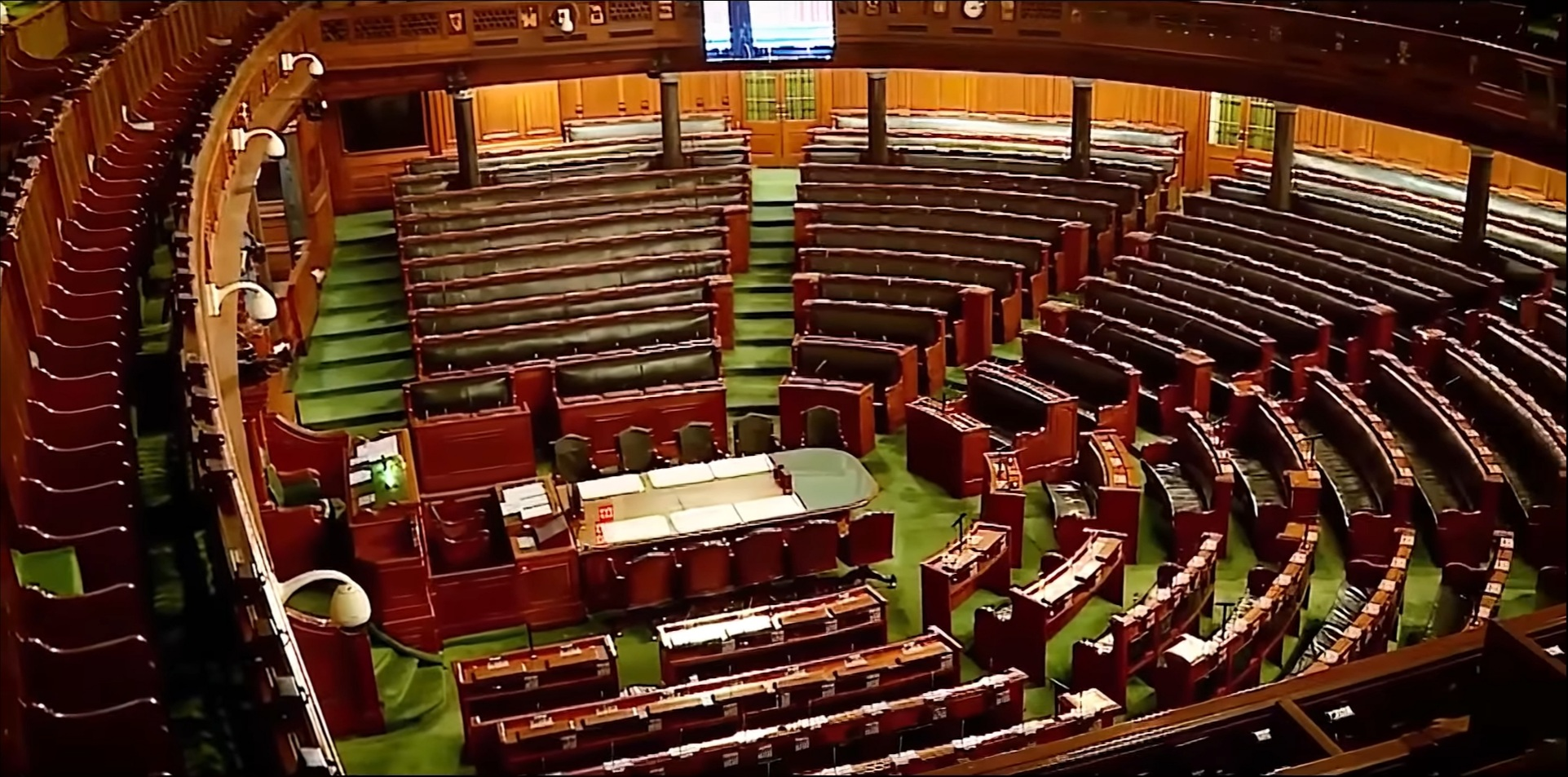
Sala posiedzeń

Lok Sabha (dewanagari लोकसभा, ang. House of People, pol. Izba Ludowa) – niższa izba indyjskiego parlamentu federalnego.
W jej skład może wchodzić maksymalnie 552 członków (550 wybieranych w wyborach powszechnych i 2 mianowanych przez prezydenta). Kadencja Izby Ludowej trwa 5 lat i może zostać wydłużona o rok (w przypadku wprowadzenia stanu wyjątkowego i najwyżej 6 miesięcy po odwołaniu owego stanu).
Obecnym speakerem Lok Sabhy jest Om Birla z Indyjskiej Partii Ludowej. Jej aktualny skład pochodzi z wyborów w 2019.